# Zschadraß
Zschadraß is een plaats en voormalige gemeente in de Duitse deelstaat Saksen, en maakt sinds de gemeentelijke herindeling van 1 januari 2011 deel uit van de gemeente Colditz in het district Leipzig.
De voormalige gemeente bestond , inclusief Zschadraß zelf, uit 18 kleine dorpen en gehuchten.
Zschadraß ligt twee kilometer ten noordoosten van het stadje Colditz.
'Zie voor meer informatie onder Colditz.
De in het kader vermelde website bevat geen relevante informatie over Zschadraß meer en is door een commercieel bedrijf overgenomen; de link ernaartoe dient te worden verwijderd.